# 野鳥観察

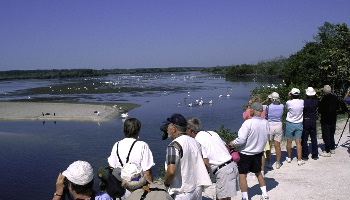
野鳥観察を楽しむ人々（アメリカ合衆国フロリダ州）

野鳥観察（やちょうかんさつ）もしくはバードウォッチング（英語: birdwatching）。バーディング（米: birding）とは、野鳥を観察する趣味である。同好の士の間では鳥見（とりみ）と呼称することも多い。この趣味を楽しむ者は野鳥観察家またはバードウォッチャー（birdwatcher）と呼ばれる。
この趣味の発祥地はイギリスを中心としたヨーロッパであり、現在では英語圏のアメリカ合衆国にもこの趣味を楽しむ人が多い。
広い意味では、庭先に餌場や水場、砂場を作り、野鳥を集めて楽しむことも含まれる。しかし、一般には、観察者側から野鳥にできるだけ働きかけをしないことが重要視され、野鳥の生息環境に人間側が足を運び、自然状態の鳥を対象にすることが多い。鳥の鳴き声を聞き、姿を探し当て、その行動を観察し、記録するなどの行動のことを指す。探鳥とも呼ばれる。
森林、河川や湖沼、湿原、海岸（干潟など）と、鳥類が多い様々な環境に人間が出向いて行われる。それぞれに観察できる鳥の種類は異なる。また、季節によっても違う種類の鳥が観察できるため、通年楽しめる趣味である。自然の中に身をおくため森林浴などの側面もあり、また適度な距離を歩くトレッキング、ハイキングなどを兼ねることも可能。幅広い年齢層が楽しめる趣味である。大都市などの市街地にも数多くの野鳥が生息していて、自宅の庭にバードテーブル、水場などを設置して窓辺から身近な野鳥の姿を観察することができる。

## 道具

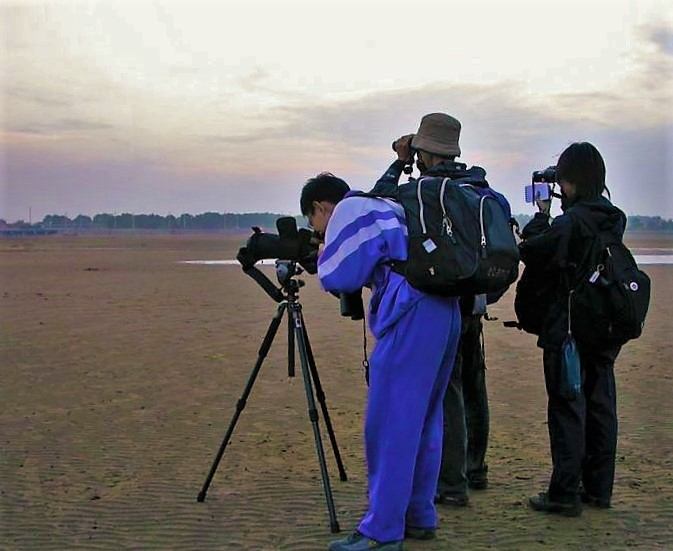
道具を使用した野鳥観察の風景

肉眼観察以外にも、よりよい条件で観察を行うために、双眼鏡、フィールドスコープと呼ばれる地上用の望遠鏡、又は高倍率の望遠レンズを付けたカメラなどが用いられることが多い。ただし、カメラは、それ以外のものとは用途が異なり、記録のための道具である。カメラに気を取られているとじっくり観察することができないため、嫌う人も多い。鳥の種類の同定のためには、野外で使いやすい小型で軽量の図鑑（通称「フィールドガイド」）が多く市販されている。野外用の小型図鑑には、野外での鳥の区別点のポイントや鳴き声の特徴などが重点的に記載されている。

## 活動
一般に、初心者は、鳴き声や姿を垣間見ただけでは種類の同定が難しいことが多く、経験者に同行することが楽しむ秘訣である。この意味で、野鳥観察を行うサークル活動的な集まりが多い。最初のうちは、観察した種類数を増やしていくのが楽しい趣味だが、近場でひととおりの種類を観察すると、その先は、より詳細に、個体数や行動など、生態に興味を持ったり、遠出をしてさらに見たことのない種類を観察するなど、楽しみに広がりが出る。確かな目を持った観察者であれば、特定の場所における鳥の種類ごとの分布密度調査や、渡りの詳細を解明する生態調査などの一端を担うことも可能であり、逆にこういった分野ではアマチュア調査者の果たす役割は大きい。

## 歴史
趣味としての探鳥は、1889年英国王立鳥類保護協会が設立され、野鳥を捕殺したり飼育することを禁止しようということで、鳥を見て楽しむことが奨励された。20世紀に入り、欧米を中心に広がった。日本においては、昭和10年ごろ中西悟堂らによって提唱され現在に至る。

## 趣味としての位置づけ

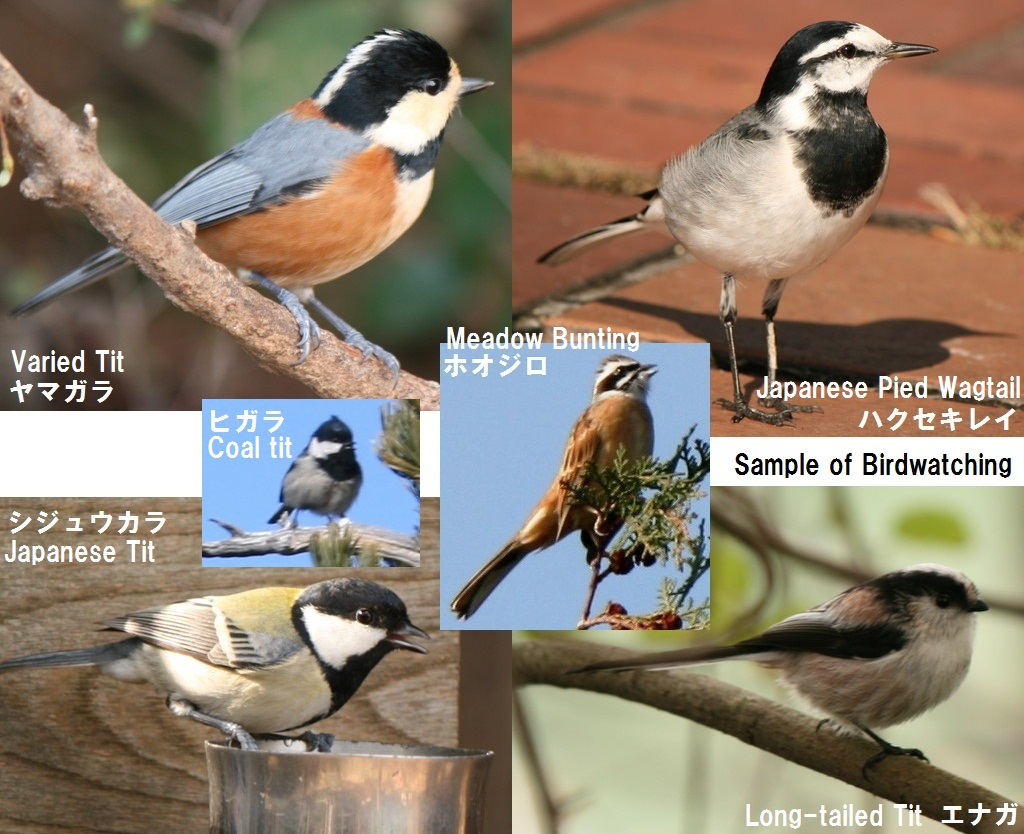
野鳥観察の例、里山などで比較的見かけやすい野鳥（ヤマガラ、ハクセキレイ、ヒガラ、ホオジロ、シジュウカラ、エナガ）

鳥類の特徴は、昼行性の種類が圧倒的に多い。さらに、鳥類は季節や環境により住んでいる鳥の種類が違い、変化に富んでいる。いつでも飛んで逃げられることから、人間の姿が遠くに見えてもすぐには逃げずに、じっくり観察が可能であるし、姿や声の美しいものが多い。したがって、いつでも何処でも探鳥を趣味として楽しむことができる。特別の道具を必要とするものでもないが、できれば低倍率の双眼鏡があれば鳥の表情やしぐさまで観察できる。小さな野鳥を遠くからカメラで撮影するためには高倍率の望遠レンズが適する。野生の動物に親しむには、鳥類はうってつけの動物である。また、哺乳類に比べ、様々な環境において観察可能な種類数が圧倒的に多いことも、コレクションの要素をも含む趣味として成立してきた。
ただし、野鳥はその全てが繁殖期にはことさら警戒心を増幅させるので、単に繁殖の様子を観察するだけでも問題が起きることが多々ある。こと猜疑（さいぎ）心の強い猛禽類に関しては、カメラのファインダーをたった一度向けただけで営巣や育雛を放棄することもあり、カラスのような利巧な野鳥については、観察者を特定し、その人物のみを狙って執拗（しつよう）に攻撃をしてくることも珍しくない。さらに珍鳥とされる鳥の繁殖情報が他の愛鳥家の耳に届くと、現地に多数の自称を含む愛鳥家が押しかけ、断わりもなく勝手に他人の土地に踏み入る、プライバシーそっちのけで傍若無人にカメラを向ける、撮影の視界に入った無関係の人間を怒鳴りつける、あまつさえお目当ての鳥は繁殖をあきらめ巣を放棄して逃げさるなど、顰蹙（ひんしゅく）を買って当然の行為が多発するのも日常茶飯である。ゆえに多くの愛鳥家が吹聴する、野鳥を観察する行為は、自然と人間との間に全く何らの相互作用も発生させない、というのは全くのデタラメで、愛鳥家のこのような考えが独善的と評価される一因となっている。
また日本で野鳥観察という趣味がまだ認知されていなかった1950から70年代には、野鳥観察に理解を示さない人々からは、双眼鏡を持ってうろうろする様子をのぞき趣味と揶揄（やゆ）されていた。現在に至っても、一部の人からそのように呼ばれることがある。

## 観察のポイント
ノゴマの雄の紅いのどやジョウビタキの翼の白斑のように、良く目立ち種類を見分けるのに役立つ模様をフィールドマークという。また食べかす、ペリット、糞、羽毛や足跡などいろいろの落し物を野外に残す、これをフィールドサインと呼び鳥の生活や食性に関する情報を数多く含んでいる。

## 渡り鳥の観察スポット
日本海の離島には多くの渡り鳥が中継地としていることで知られる所が数多くある。例として長崎県対馬、山口県見島（萩市）、石川県舳倉島（輪島市）などが挙げられる。野鳥の種類も数多く、珍鳥の観察ができることに加え、ある時期には冬と夏の鳥たちを同時に見ることができる。

## 野鳥の森・野鳥観察施設
日本の各地に野鳥公園や野鳥観察施設が開設されている。各地の公園で、「野鳥の森」と称する野鳥観察コースが整備されている場所がある。

### 北海道
- 春国岱原生野鳥公園
- 支笏湖野鳥の森

### 東北地方
- 岩手県森林公園野鳥観察の森
- 秋田県立北欧の杜公園野鳥観察舎
- 福島市小鳥の森

### 関東地方
- 加須はなさき公園野鳥観察小屋
- 北総花の丘公園野鳥観察舎
- 大井ふ頭中央海浜公園野鳥観察小屋
- 東京港野鳥公園
- 座間谷戸山公園野鳥観察小屋

### 中部地方
- 富山市ファミリーパーク野鳥観察舎
- 健民海浜公園野鳥観察舎
- 静岡県立森林公園野鳥観察施設
- 愛知県弥富野鳥園
- 名古屋市野鳥観察館

### 近畿地方
- 昆陽池公園野鳥観察橋
- 平池 (和歌山県)野鳥観察公園
- ハチゴロウの戸島湿地野鳥観察棟

### 中国地方
- 国営備北丘陵公園野鳥観察デッキ

### 四国
- 徳島県立佐那河内村いきものふれあいの里野鳥観察舎
- 徳島県立神山森林公園野鳥観察小屋
- えひめ森林公園野鳥観察小屋

### 九州
- 宮崎御池野鳥の森
- 北薩広域公園野鳥観察施設